# Lješevići
Lješevići su naselje u Boki kotorskoj, u općini Kotor. Naselje je smješteno u mikroregiji Grbalj, u oblasti Donji Grbalj.	

## Crkve u Lješevićima
- Crkva Svetog Haritona
- Crkva Sv. Petke
- Crkva Sv. Đorđa
- Crkva Uspenja Bogorodice[1]

## Stanovništvo

### Nacionalni sastav po popisu 2003.
- Srbi - 132
- Crnogorci - 12
- Neopredijeljeni - 4
- Ostali - 2

## Gospodarstvo
Za malobrojne mještane Lješevića, uglavnom orijentirane na zemljoradnju, mnogo znači asfaltiranje dionice ceste do njihovog sela, u dužini dva i pol kilometra, koju je 2007. pustila u promet gospođa Marija Ćatović, gradonačelnica Kotora. Nova cesta, osim što olakšava pristup destinacijama na kojima Lješevičani plasiraju svoje proizvode, budi i nadu u procvat drugih gospodarskih grana, osobito nakon velikih rock koncerata organiziranih na obližnjoj plaži Jaz.